# OCESA
OCESA (anteriormente Operadora De Centro De Espectaculos S.A.) é uma promotora de concertos mexicana fundada por Alejandro Soberon Kuri em 1990. A empresa organiza além de concertos, festivais de música e outros eventos ao vivo. Atualmente, é a maior promotora de música do México.

## História
Em 1994, Bruce Moran, presidente da OCESA Presents, tentou trazer mais artistas estrangeiros para o México. Como parte dessa iniciativa, a empresa organizou shows e turnês de artistas como Pink Floyd, Paul McCartney, Madonna e Santana. Durante a gestão de Moran, a empresa começou também a expandir-se para o gerenciamento de talentos quando assumiu parte das operações da Ogden Entertainment Services, sua proprietária majoritária na época, e contratou sua equipe.
Em 2019, a Live Nation planejou adquirir o controle acionário da OCESA por 500 milhões de dólares, comprando a participação de 40% da empresa mexicana Televisa. A Live Nation desistiu em maio de 2020. A Televisa declarou que estava considerando opções legais depois disso. No entanto, a Live Nation Entertainment retomou sua aquisição em 13 de setembro de 2021.